# Zacaría Chtiui
Zacaría Chtiui (2004) es un deportista tunecino que compite en triatlón. Ganó una medalla de bronce en el Campeonato Africano de Triatlón de 2024.

## Palmarés internacional
| Campeonato Africano | Campeonato Africano | Campeonato Africano | Campeonato Africano |
| Año                 | Lugar               | Medalla             | Prueba              |
| ------------------- | ------------------- | ------------------- | ------------------- |
| 2024                | Hurgada (Egipto)    | Medalla de bronce   | Individual          |